# Vogel-Aromaten

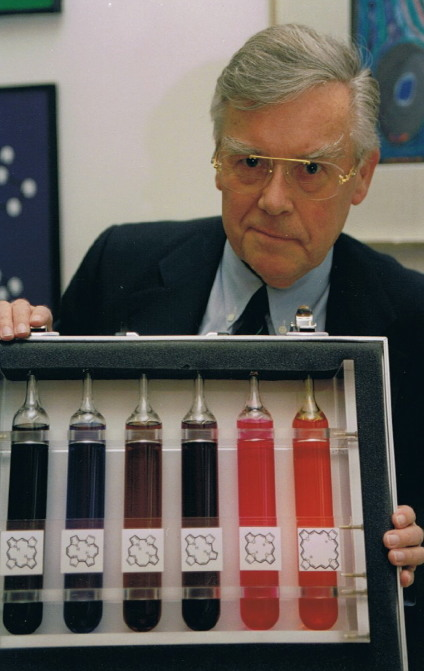
Emanuel Vogel (1927–2011).

Vogel-Aromaten sind eine Stoffgruppe der organischen Chemie. Es handelt sich um Annulene (cyclische Kohlenwasserstoffverbindungen mit konjugierten Doppelbindungen), deren Konformation durch eine Verbrückung mancher Ringatome so fixiert ist, dass die Moleküle einen aromatischen Charakter aufweisen, der ohne die Verbrückung nicht vorliegen würde. Die Verbrückung kann zum Beispiel durch eine Methylengruppe, eine Etherbrücke oder ein Imin erreicht werden. Der Begriff ist nach dem deutschen Chemiker Emmanuel Vogel (1927–2011) benannt, der 1964 erste Arbeiten darüber veröffentlichte. Aufgrund der Verbrückung sind Vogel-Aromaten der Stoffklasse der Cyclophane zuzuordnen. Vogel-Aromaten sind aromatisch, während die entsprechenden Moleküle ohne Verbrückung aufgrund der nicht vorhandenen Fixierung der Konformation nicht aromatisch sind. Beispielsweise erfüllt [10]Annulen die Hückel-Regel, allerdings ist es wegen der dafür erforderlichen energetisch unvorteilhaften Konformation nicht aromatisch. Der Grund hierfür ist die sterische Hinderung der annulär ständigen H-Atome im Ring in der Naphthalin ähnlichen Form (Z,E,Z,Z,E Isomer). Tatsächlich lagert sich das (Z,E,Z,Z,E) Isomer von [10]Annulen in ein stabiles Dihydronaphthalin um. Aromatisch sind hingegen das 1,6-Methano-[10]annulen, 1,6-Epoxy-[10]annulen und 1,6-Imino-[10]annulen. Der aromatische Charakter von Vogel-Aromaten kann zum Beispiel mit der NMR-Spektroskopie nachgewiesen werden.

Statt eines aromatischen (Z,E,Z,Z,E) Isomers von [[Annulene|[10]Annulen]] 1 beobachtet man eine Umlagerung zum stabileren, jedoch nicht aromatischen 4a,8a-Dihydronaphthalin 2. Ein aromatisches [10]Annulen 1 wäre somit nur denkbar, wenn die innenständigen, annulären H-Atome (hier rot gezeigt) nicht vorhanden wären, da diese eine zu große sterische Hinderung bewirken.

Synthese des Vogel-Aromaten 1,6-Methano[10]annulen 5 von Emmanuel Vogel und seinen Mitarbeitern aus dem Jahr 1974: Naphthalin 1 wird in einer Birch-Reduktion zu 1,4,5,8-Tetrahydronaphthalin 2 reduziert. Anschließend erfolgt eine chemoselektive Cyclopropanierung mit Dichlorcarben zu 3, gefolgt von einer Reduktion zu 4. Abschließend wird 4 mit DDQ zum Vogel-Aromat 5 oxidiert. Durch Oxidation von 4 bildet sich ein hier nicht gezeigtes Norcaradien-Intermediat, welches sich in einer thermoschen electrocyclischen Ringöffnung in das Produkt 10 umlagert.